# Bosco da Silva
João Bosco Quevado da Silva (ur. 8 marca 1937 w Makau, zm. 27 maja 2013 w São Paulo) – hongkoński hokeista na trawie pochodzenia portugalskiego, uczestnik Letnich Igrzysk Olimpijskich 1964.

## Kariera
Na igrzyskach w Tokio da Silva grał na środku boiska. Reprezentował Hongkong w pięciu z siedmiu spotkań (nie grał tylko w meczach z Holandią i Niemcami). Sześć spotkań hongkońscy hokeiści przegrali, tylko jedno zremisowali (1–1 z Niemcami). Hongkończycy zajęli ostatnie miejsce w swojej grupie i jako jedyna drużyna na turnieju nie odnieśli zwycięstwa. W klasyfikacji końcowej jego drużyna zajęła ostatnie 15. miejsce. 
Da Silva był w składzie Hongkongu na Igrzyskach Azjatyckich 1962 w Dżakarcie, na których drużyna ta osiągnęła szóste miejsce (odpadli w fazie grupowej, w której wygrali tylko z Koreańczykami 2–0). Cztery lata później zajął wraz z drużyną przedostatnie siódme miejsce (zwycięstwo tylko z Tajami). Był również turniejowym kapitanem drużyny hongkońskiej.